# Stadion Aldo Drosina
Das Stadion Aldo Drosina ist ein Fußballstadion in der kroatischen Stadt Pula, Gespanschaft Istrien. Es bietet 8.923 Zuschauern Platz. Auf der Anlage absolvieren die Fußballclubs NK Istra 1961 und zeitweise auch NK Istra Pula ihre Heimspiele.

## Geschichte
Das Stadion wurde im Jahr 1939 errichtet und 2003 nach dem aus Pula stammenden Trainer und Fußballspieler Aldo Drosina benannt. Es fasste seinerzeit etwa 6.000 Zuschauer.
Im Jahr 2007 zog der NK Istra 1961 in das ŠRC-Uljanik-Veruda-Stadion um. Es erfüllte jedoch nicht die Lizenzbestimmungen der 1. kroatischen Liga und somit zog der Verein im Jahr 2011 wieder in das Stadion Aldo Drosina zurück. Im Jahr 2009 wurden umfangreiche Umbauarbeiten begonnen, im Sommer 2010 fertiggestellt und am 9. Februar 2011 mit einem Freundschaftsländerspiel zwischen Kroatien und Tschechien (4:2) wiedereröffnet. Das Stadion entspricht nach dem Umbau den aktuellen UEFA-Kriterien und fasst derzeit 8.923 Zuschauer.